# Sammakojärvi (Korpilombolo socken, Norrbotten)
Sammakojärvi är en sjö i Pajala kommun i Norrbotten och ingår i Kalixälvens huvudavrinningsområde. Sjön har en area på 0,0647 kvadratkilometer och ligger 171,9 meter över havet.

## Delavrinningsområde
Sammakojärvi ingår i det delavrinningsområde (745144-180864) som SMHI kallar för Utloppet av Lompolojärvi. Medelhöjden är 180 meter över havet och ytan är 25,02 kvadratkilometer. Det finns inga avrinningsområden uppströms utan avrinningsområdet är högsta punkten. Krikinpojanjoki som avvattnar avrinningsområdet har biflödesordning 3, vilket innebär att vattnet flödar genom totalt 3 vattendrag innan det når havet efter 166 kilometer. Avrinningsområdet består mestadels av skog (53 procent) och sankmarker (36 procent). Avrinningsområdet har 0,9 kvadratkilometer vattenytor vilket ger det en sjöprocent på 3,6 procent.